# Notre-Dame-de-Londres
Notre-Dame-de-Londres – miejscowość i gmina we Francji, w regionie Oksytania, w departamencie Hérault.
Według danych na rok 1990 gminę zamieszkiwały 313 osoby, a gęstość zaludnienia wynosiła 11 osób/km² (wśród 1545 gmin Langwedocji-Roussillon Notre-Dame-de-Londres plasuje się na 618. miejscu pod względem liczby ludności, natomiast pod względem powierzchni na miejscu 215.).